# Boris Cavazza
Boris Cavazza, slovenski gledališki in filmski igralec ter režiser, * 2. februar 1939, Milano
Spada med najpomembnejše slovenske igralce. Uveljavil se je tudi kot režiser v različnih gledališčih, še zlasti pa kot igralec v številnih slovenskih filmih. Pisal je tudi scenarije za filme in TV igre, v katerih je igral glavne vloge. Ukvarja se tudi z glasbo, kot vokalist nastopa tudi v zasedbi Boris Cavazza kvintet (tudi kvartet), občasno tudi s Fake Orchestra. Izvajajo avtorske skladbe, ki so jih leta 2005 pri založbi Nika izdali pod naslovom 11 korakov, ter italijanske kancone. Je ambasador Unicefa.

## Zgodnja leta in delo na morju
Borisov oče je bil Italijan, mati Slovenka. V Slovenijo se je preselil leta 1948, ko mu je umrl oče. Del svojega otroštva je preživel v Krškem. Leta 1956 se je vpisal na Pomorsko šolo v Piranu in po štiriletnem šolanju postal strojnik ter od leta 1960 do leta 1963 delal najprej kot asistent, potem pa kot častnik stroja na ladjah trgovske mornarice.

## Igralstvo
Leta 1965 se je vpisal na AGRFT v Ljubljani, kjer je diplomiral 1968. Od leta 1970 deluje kot profesionalni igralec. To pot je začel v Slovenskem stalnem gledališču v Trstu, jo nadaljeval v SNG Drami (1971-1985) in končal v Slovenskem mladinskem gledališču (1985-1987). Upokojitev je leta 2006 dočakal v Gledališču Koper, kjer je kot igralec in režiser delal od leta 2002.
Na AGRFT je poučeval v letih 1987-90 in 1993-2002, od 1985 kot redni profesor za dramsko igro in igro pred kamero.

## Razmerja in otroci
Bil je poročen z Mojco Sitar, urednico na Radiu Ljubljana, ki je leta 1991 umrla zaradi raka. Z njo je imel tri sinove: glasbenika Kristijana (leta 1990 se je ponesrečil med snemanjem videospota, umrl pa leto kasneje) in dvojčka Sebastijana, ki je znan igralec, in scenografa ter kostumografa Damijana (umrl je leta 2009 zaradi zastoja srca).
Čez nekaj časa se je poročil s 34 let mlajšo Oriano Girotto in imel z njo sina Aleksandra Borisa Cavazza. Kasneje sta se ločila.
V maju leta 2016 se je poročil s Ksenijo Benedetti.

## Nagrade in priznanja
Leta 1973 je prejel nagrado Prešernovega sklada, 1978 Severjevo nagrado, štirikrat Borštnikovo nagado (1979, 1985, 1986, 1987), 1986 Badjurovo nagrado, 1987 Prešernovo nagrado in Sterijevo nagrado, 1992 Borštnikov prstan, 2006 nagrado vesna (skupaj s Sebastijanom Cavazzo), 2013 viktorja za življenjsko delo, 2017 nagrado bert (za življenjsko delo na področju filma), 2023 nagrado Ita Rina za življenjsko delo Društva slovenskih avdiovizualnih igralcev, 2024 pa Ježkovo nagrado za življenjsko delo. Leta 2018 je dobil državno odlikovanje zlati red za zasluge Republike Slovenije.. Je tudi ambasador Unicefa.
Vesna Milek je napisala biografski roman o njem z naslovom Cavazza (2011, ponatis 2022).

## Filmografija
- Peta zaseda (1968)
- To so gadi (1976)
- Iskanja (1979)
- Rdeči boogie ali Kaj ti je deklica (1982)
- Leta odločitve (1984)
- Kormoran (1986)
- Ljubezen nam je vsem v pogubo (1987)
- Primer Feliks Langus ali Kako ujeti svobodo (1991, TV)
- Triangel (1992)
- Predsednik (1993, TV)
- Kratki stiki (2006)
- Morje v času mrka (2008, TV)
- Osebna prtljaga (2009)
- Piran - Pirano (2010)
- Nahrani me z besedami (2013)
- Rudar (2017)
- Igor in Rosa (2019)

### TV serije
- Vest in pločevina (1974)
- Poti in stranpoti (1976, 78/79)

## Diskografija
- 11 korakov - Boris Cavazza kvartet (Založba Nika, 2005)[5]

### Slovenska popevka
- 1977: Domovina - z Marijo Benko